# بالاش
بالاش فیلمی به کارگردانی اکبر صادقی و نویسندگی اسماعیل هادی ساختهٔ سال ۱۳۶۲ است. 

## خلاصه فیلم
عده ای از مأموران ساواک در حال فرار از مرز با گروگانگیری و درگیری با اشخاص محلی در نهایت کشته می‌شوند. خصوصیت و اشاره اصلی فیلم تغییر در نگرش گروگان قبل و بعد از این برخورد است.

## بازیگران
- جمشید هاشم‌پور
- اسماعیل محرابی
- عنایت‌الله بخشی
- عزت‌الله رمضانی‌فر
- احمد بهروزی
- خسرو یزدانی
- علی برجسته
- شاپور بخشایی
- عباس مختاری
- فرامرز بویرنگار
- تاجی مجدزاده
- شیرین بختیاری